# شوت-سن-فیلیپ، کبک
شوت-سن-فیلیپ (به فرانسوی: Chute-Saint-Philippe) شهری در منطقه شهری آنتوان-لابل ناحیه لورانتید در استان کبک کانادا است. در سرشماری سال ۲۰۱۱ این شهر ۸۶۴ نفر جمعیت داشته‌است و مساحت آن ۲۸۲٫۲۸ کیلومتر مربع است.